# 沖麻實也
沖麻實也（8月15日—），日本漫畫家、插畫家。血型A型。

## 作品

### 漫畫
- 永遠的承諾、全1冊
- 邪道、本篇6冊完結+外傳1冊、原作：川原つばさ
- 男子宿舍症候群、7冊待續、原名

### 插畫
- 青之軌跡系列、作者：久能千明

## 外部連結
- （日語）S.S.散回族 （页面存档备份，存于）
- （日語）